# Comuna Brusturoasa, Bacău
Brusturoasa (în maghiară Bruszturósza) este o comună în județul Bacău, Moldova, România, formată din satele Brusturoasa (reședința), Buruieniș, Buruienișu de Sus, Camenca, Cuchiniș și Hângănești.

## Așezare
Comuna se află în nord-vestul județului, la limita cu județul Neamț, în zona de munte pe valea Trotușului, așezată pe cursul superior al acestuia, între munții Ciucului și munții Tarcăului. Este traversată de șoseaua națională DN12A, care leagă Oneștiul de Miercurea Ciuc, dar și de calea ferată Adjud–Comănești–Siculeni, pe care este deservită de halta de călători Brusturoasa.

## Demografie
Componența etnică a comunei Brusturoasa
     Români (94,62%)
     Alte etnii (0,32%)
     Necunoscută (5,06%)
Componența confesională a comunei Brusturoasa
     Ortodocși (75,71%)
     Romano-catolici (18,46%)
     Alte religii (0,58%)
     Necunoscută (5,26%)
Conform recensământului efectuat în 2021, populația comunei Brusturoasa se ridică la 3.120 de locuitori, în scădere față de recensământul anterior din 2011, când fuseseră înregistrați 3.138 de locuitori. Majoritatea locuitorilor sunt români (94,62%), iar pentru 5,06% nu se cunoaște apartenența etnică. Din punct de vedere confesional, majoritatea locuitorilor sunt ortodocși (75,71%), cu o minoritate de romano-catolici (18,46%), iar pentru 5,26% nu se cunoaște apartenența confesională.

## Politică și administrație
Comuna Brusturoasa este administrată de un primar și un consiliu local compus din 13 consilieri. Primarul, Cristian Coman-Găburici[*], de la Partidul Național Liberal, este în funcție din 1 noiembrie 2024. Începând cu alegerile locale din 2024, consiliul local are următoarea componență pe partide politice:
|  | Partid                          | Consilieri | Componența Consiliului | Componența Consiliului | Componența Consiliului | Componența Consiliului | Componența Consiliului |
|  | ------------------------------- | ---------- | ---------------------- | ---------------------- | ---------------------- | ---------------------- | ---------------------- |
|  | Partidul Național Liberal       | 5          |                        |                        |                        |                        |                        |
|  | Alianța pentru Unirea Românilor | 4          |                        |                        |                        |                        |                        |
|  | Partidul Social Democrat        | 4          |                        |                        |                        |                        |                        |

## Istorie
La sfârșitul secolului al XIX-lea, comuna făcea parte din plasa Tazlăul de Sus a județului Bacău și era formată din satele Palanca, Ciugheș, Ciobănușu, Brusturoasa și Beleghetu, având în total 4504 locuitori. În comună funcționau 50 de fierăstraie de apă, 4 pive de bătut sumane 11 mori de apă, o morișcă de apă pentru măcinat coajă de brad, o școală mixtă înființată în 1865 la Brusturoasa, două biserici ortodoxe (la Brusturoasa și Palanca) și una catolică la Ciugheș, iar principalii proprietari de pământuri erau D. Ghica, Eug. Ghica, N. Ghica și prințul Al. B. Știrbei. Anuarul Socec din 1925 îi consemnează o populație de 3360 de locuitori în satele Brusturoasa, Burucnișu, Camianca, Ciugheș, Cuchinișu, Palanca, Popoiu, Surdu și Pârâul Ursului. În 1931, satele Palanca, Ciugheș și Popoiu s-au separat și au format comuna Palanca.
În 1950, comuna Brusturoasa a fost transferată raionului Moinești din regiunea Bacău, iar satul ei Surdu a luat în 1964 denumirea de Hângănești. În 1968, ea a revenit la județul Bacău, reînființat. Tot atunci, a fost desființat satul Pârâul Ursului, comasat cu satul Brusturoasa.